# Covox
Covox je jednoduchá zvuková karta, která vznikla původně pro počítače IBM PC kompatibilní. Později začala být názvem Covox označována i další podobná zařízení pro jiné značky počítačů.

## IBM PC
Covox, plným označením Covox Speech Thing, je osmibitový D/A převodník připojovaný na paralelní port LPT, obvykle na první paralelní port přístupný na adrese 0×378. Původně ho vyráběla společnost Covox Tympanum Corporation, ovšem vzhledem k jeho jednoduché konstrukci je možné si ho vyrobit i doma. Covox se objevil v době, kdy pro počítače PC neexistovalo kvalitní zařízení pro přehrávání zvuku a počítače PCjr, plánovaný nástupce počítačů PC, vybavené zvukovým čipem Texas Instruments SN76496 se neujaly. Později se objevila i možnost přehrávání sterea, tyto karty ale vyžadovaly dva porty LPT. Existovala také stereo varianta, kdy na jeden port byly připojeny dva čtyřbitové D/A převodníky. Rozšířená byla stereo varianta, která měla připojeny dva D/A převodníky paralelně a dalším signálem (obvykle signálem Strobe) se přepínalo, pro který z nich jsou aktuální data určena. Při využití signálu Busy bylo možné zajistit autodetekci, zda připojený převodník je mono nebo stereo. Pro využití Covoxu byla požadována minimální konfigurace PC 286 – 386 SX.

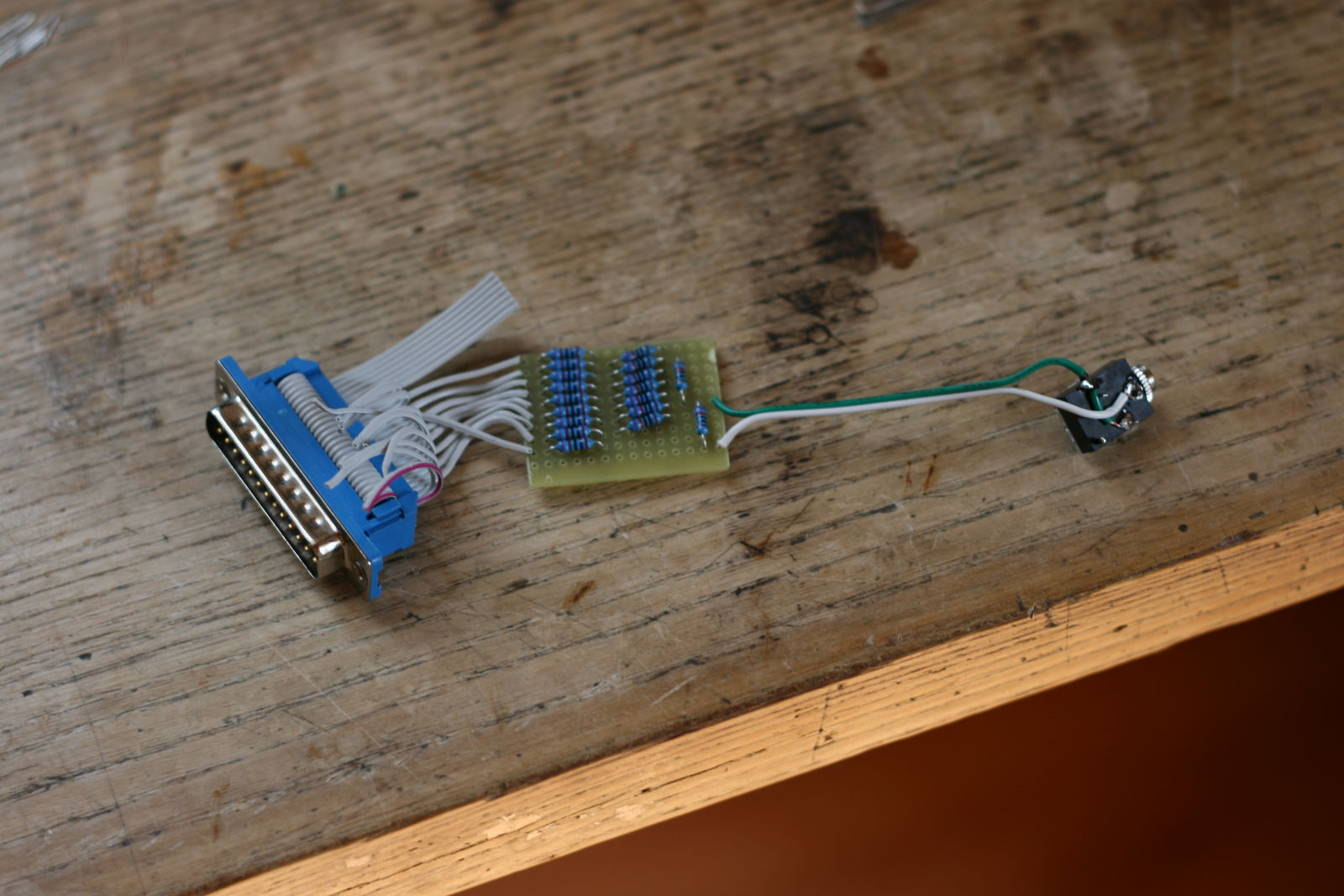
amatérsky vyrobená zvuková karta

Vylepšená varianta Covoxu Disney Sound Source obsahovala vlastní zdroj přerušení.
Covox je možné emulovat v emulátoru DOSBox.

## Atari
U osmibitových počítačů Atari se stal standardem čtyřkánalový Covox. Přes Covox umožňuje na počítačích Atari přehrávat hudbu přehrávač Inertia.

## MSX
Jednokanálový D/A převodník Covox je připojován na paralelní port počítačů MSX. Ovládání D/A převodníku je tak možné přes port 0x91 procesoru Z80.

## Sinclair ZX Spectrum
Pro počítače kompatibilní se ZX Spectrem vznikly D/A převodníky připojované na paralelní port těchto počítačů. Díky tomu, že jednotlivé počítače mají paralelní porty připojeny na různé porty procesoru Z80, jsou mezi sebou nekompatibilní. Počítač Pentagon má paralelní port připojen na portu 0xFB procesoru Z80, počítač Scorpion ZS-256 má paralelní port připojen na portu 0xDD procesoru Z80.
U počítačů Profi a Sprinter se používá také stereo Covox připojený na porty 0x3F a 0x5F, resp. na porty 0xFB a 0x4F.
U počítačů vybavených obvodem AY-3-8910 nebo AY-3-8912 je možné pro připojení Covoxu využít jeho vstupně výstupní bránu. V případě obvodu AY-3-8910, který má dvě vstupně výstupní brány, je možné připojit dva nezávislé D/A převodníky a dosáhnout tak stereo Covoxu.
Existuje také čtyřkanálová varianta Covoxu označovaná jako Soundrive. V ČR je nejrozšířenější připojení tří D/A převodníků na porty 0x1F, 0x3F a 0x5F prostřednictvím obvodu 8255.
Hudbu pro Covox je možné skládat v hudebních editorech Instrument v3.01, Sample Tracker v2.1 a DIGITAL-Studio.